# Lee Brimmicombe-Wood
Lee Brimmicombe-Wood (* 7. Dezember 1963 in London) ist ein englischer Buchautor sowie Brettspieleautor und Computerspielentwickler.

## Karriere
Für die Firma GMT Games entwickelte er die Brettspiele Downtown: The Air War Over Hanoi, 1965-1972 und The Burning Blue: The Battle of Britain, 1940. Im Vertrieb der Firma Kuju Entertainment entwickelte er die Kriegssimulationen Team Apache und Ka-52 Team Alligator für den PC. Als Designer arbeitete er an dem Spiel Fire Warrior mit, welches auf der Warhammer 40.000-Serie der Firma Games Workshop basiert. Auch den Microsoft Train Simulator hat er mit entworfen. 2007 beendete er seine Arbeit an Dungeons & Dragons: Tactics, welches Atari für die Playstation Portable in Auftrag gegeben hat.
Sein bisher einziges Buch ist das Colonial Marines Technical Manual, welches sich ausführlich mit der Taktik und technischen Ausrüstung der Soldaten aus James Camerons Film Aliens – Die Rückkehr auseinandersetzt. Das Buch ist 1995 im englischen Boxtree-Verlag erschienen und inzwischen ein begehrtes Sammlerobjekt.

## Veröffentlichungen

### Brettspiele
- 2004: Downtown: The Air War Over Hanoi, 1965-1972
- 2006: The Burning Blue: The Battle of Britain, 1940
- 2009: Elusive Victory: The Air War over the Suez Canal, 1967-1973
- 2011: Nightfighter
- 2012: Bomber Command
- 2012: Bomber Command

### Computerspiele
- 1997: Terracide
- 1998: Xenocracy
- 1998: Team Apache
- 2000: Ka-52 Team Alligator
- 2003: Warhammer 40.000: Fire Warrior
- 2006: Terror Strike
- 2007: Dungeons & Dragons: Tactics
- 2009: Operation Flashpoint: Dragon Rising
- 2012: Far Cry 3
- 2013: Killzone: Mercenary
- 2016: RIGS: Mechanized Combat League
- 2017: Hidden Agenda